# Giuseppe Schirinà

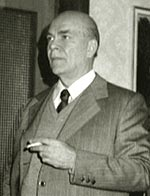
Giuseppe Schirinà nella sua casa ad Avola

Giuseppe Schirinà (Avola, 2 gennaio 1923 – Avola, 15 settembre 2004) è stato un poeta e scrittore italiano.

## Biografia

### Anni giovanili
Giuseppe Schirinà nacque ad Avola il 2 gennaio 1923, unico figlio maschio di tre fratelli, da Corrado e Grazia Patti. Sin dall'infanzia si interessò alla figura dello zio materno, il professore Alessandro Patti, rimanendo affascinato al punto da emularne per quanto possibile la cultura.

### Formazione e carriera
Terminati gli studi elementari fu iscritto ad una Scuola di Avviamento Professionale. Dopo il conseguimento della qualifica si preparò da esterno per iscriversi all'Istituto Magistrale "Matteo Raeli" di Noto.
Durante questa fase frequentò assiduamente circoli culturali minori, accompagnato da Antonino Uccello, suo amico e compagno di studi. 
La religione svolse un ruolo di primaria importanza nel suo apprendimento, data la costante partecipazione nel mondo cattolico di Noto ed Avola. In questo periodo la sorella Lina scelse la vita monastica nell'eremo di Madonna delle Grazie, ad Avola antica, divenendo Madre Adriana.
Conclusa la scuola magistrale, Schirinà si iscrisse all'allora esistente succursale catanese dell'Orientale di Napoli, dove mosse i primi passi nello studio delle lingue straniere. Anche se interruppe gli studi, sviluppò un attaccamento agli autori francofoni e russi che influenzarono il suo primo periodo poetico. Al contempo ottenne il suo primo incarico lavorativo nell'amministrazione avolese, e si prodigò in un'attività di servizio pubblico.

### L'esperienza in guerra
All'inizio di luglio del 1943, Schirinà si trovava in viaggio con la madre verso Bronte, dove la sorella era prossima a partorire. Durante il suo viaggio, il 9 luglio, gli Alleati sbarcarono in Sicilia. Avola fu bombardata e la casa dello scrittore ridotta in macerie. 
La situazione a Bronte era di poco migliore: Schirinà trovò rifugio assieme a madre, sorella e nipote in un casolare appartenente ad alcuni conoscenti, dove rimase fino ai primi giorni del settembre 1943. Rientrò ad Avola nell'ottobre dello stesso anno.

### Fede e spiritualità
Nel suo ultimo periodo Schirinà ha curato intimamente la propria spiritualità, riflettendo sull'importanza della fede e sulla cristianità che lo ha accompagnato sin dall'infanzia. Lo provano le sue ultime opere, di cui alcune inedite, tra cui U Mantu dedicata all'amata madre.
La devozione ai santi è testimoniata da L'Ode a Padre Pio, Santa Venera, San Giovanni. Ad ulteriore riprova della dedizione di Schirinà al sacro, esiste un'attestazione dell'AIMC (Associazione Italiana Maestri Cattolici) di cui fu primo presidente, e a cui dedicò molto impegno.

### Carriera lavorativa e impegno sociale
La fervente attività di scrittore, congiunta all'interesse letterario manifestato da numerosi concittadini, spinse Schirinà a fondare immediatamente dopo la fine del conflitto il Circolo Intellettuale V. Alfieri, assieme ad alcuni amici e colleghi.
Partecipò inoltre alla fondazione culturale “Gli avolesi nel Mondo”.
Nel 1949 iniziò la carriera di insegnante, che lo condusse prima in Puglia e Campania, e successivamente di nuovo in Sicilia, dove rimase fino al pensionamento. Nel 1950 sposò Nella Monello, che divenne la madre dei suoi quattro figli (Graziella, Corrado, Vincenzo e Vera) e con la quale visse fino alla morte, sopraggiunta improvvisa il 15 settembre 2004.

## Le poesie
Il primo periodo di Schirinà fu caratterizzato prevalentemente da scritti di carattere poetico. Dal 1975 al 1981 pubblicò tre raccolte:
- Versi, Padova, Rebellato editore, 1975.
- Soliloquio, Padova, Rebellato editore, 1977.
- Erica, Padova, Rebellato editore, 1981.

Elemento comune delle tre raccolte poetiche è «il senso di decadenza e di degradazione della natura e del paesaggio del Sud, un Sud ferito dagli "oggetti" che esso stesso crea e che rapidamente distruggono i miti e i sogni».

### Versi
È la raccolta d'esordio di Schirinà che comprende 30 liriche di metrica libera. I versi che la caratterizzano sono esposti con semplicità e trasparenza, in accordo col senso di spiritualità che pervade e definisce le immagini trattate.
Le tematiche affrontate nella raccolta sono molteplici, e contemplano ricordi di vari momenti della vita, sentimenti, sogni evocati in diverse situazioni, amori, considerazioni filosofiche, accorati richiami morali e religiosi del costume sociale del suo tempo, il fresco anelito alla natura e infine divagazioni varie.
Usando le parole del critico Cardone, «Schirinà, prediligendo la concisione e spogliando l'esposizione lirica di ogni agglutinazione, di ogni aggettivazione superflua, ha intessuto un discorso che è tanto spirituale, lirico, sentimentale quanto religioso, fideistico e, soprattutto, etico».

### Soliloquio
La seconda raccolta segna un punto di svolta nel manifesto di intenti poetico di Schirinà, che si fa portavoce del senso anticonformistico in auge nella Sicilia dell'epoca, esprimendo, con buona dose d'ironia, perplessità sul momento storico vissuto.
La raccolta si rivela un dialogo intimo con l'autore stesso, in cui egli guarda al mondo ancora con gli occhi attenti e puliti della giovinezza, alle speranze svanite come teneri fiori bruciati, alla fragilità dell'esistenza, alla facilità con cui l'uomo attraversa i suoi problemi, ignorandoli.
Citando il critico letterario G. Nasillo «(...) il poeta scava colloqui interiori con un sentire che si ammanta spesso di amarezza e si vela di una sofferta rabbia repressa. Questo scavo porta a profonde meditazioni senza far passare in secondo piano, però, la schiettezza delle emozioni e la dolcezza dei sentimenti profusi in tutti i versi».

### Erica
Nelle poesie della raccolta Erica si avverte il senso di decadenza e di degradazione di natura e paesaggio. È una disperata elegia: dopo la sconfitta umana, si assiste alla distruzione della bellezza bucolica, e la protesta che ne consegue è vana non tanto perché è inutile cercare di opporsi al potere industriale, quanto perché anche l'opposizione e il rifiuto sono programmati, fanno parte del progetto colonizzatore dell'industria che manovra le mode culturali, e quella ecologica non meno delle altre.
Nei testi che caratterizzano tale raccolta, la parola ha il compito di rievocare la “stagione di ieri”, di lamentarne la progressiva scomparsa o la degradazione e di ricercare quasi archeologicamente ed appassionatamente le rare occasioni di contemplazione incantata, abbandonata oramai ad un ritmo naturale di vita sempre uguale ma nello stesso tempo sempre diverso e nuovo perché è quello delle stagioni e del tempo.
Schirinà è complessivamente molto lontano da ogni accensione di colori e di forme: i suoi paesaggi sono quelli di stagioni dubbiose, tra freddo e primavera, fra luce e ombra, tra vento e timidi fiori. La poetica si rivela concreta e precisa ma anche viva e ricca di una meditazione accorata, che cerca di ricavare dall'esperienza della vita la lezione di una disillusa, ferma, saggezza, che sappia discernerne il bene e il male e, soprattutto, con trepidazione sappia riconoscere i rischi, le minacce, gli orrori nascosti.

## I romanzi
La produzione romanzesca di Schirinà consta di 4 editi, di cui l'ultimo postumo. Lo scrittore fa del romanzo uno strumento di denuncia tramite la narrazione di atmosfere più che di fatti, di allusioni più che di colpi di scena, di increspature d'anima più che di passioni.
Nella narrativa di Schirinà sono evidenti «(...) linee precise con le quali è disegnata la memoria collettiva, quasi storica, di microstoria s'intende, di un paese che è Avola ma che potrebbe essere un qualsiasi altro paese siciliano.»
- La Chiusa di Carlo, Avola, Libreria editrice Urso, 1984.
- Antinferno, Avola, Libreria editrice Urso, 1989.
- Nina, Avola, Libreria editrice Urso, 1996.
- Audi Quo Rem Deducam, Melina Nerella Edizioni, 2011.

### La Chiusa di Carlo
La Chiusa di Carlo è il primo romanzo dello scrittore avolese. Il titolo riprende il nome del territorio in cui si svolgono le vicende narrate; è anche un sottile gioco di parole in quanto Carlo è anche il figlio del protagonista. Si tratta di un'opera di ampio respiro, permeata da un'anima di stampo verista. 
Ad essere raccontate sono le vicende del barone Vincenzo di Frau, della moglie Nelly, dei due figli Carlo e Cettina e del nipote Saro, figlio illegittimo del fratello di Vincenzo morto in guerra. A causa di una promessa fatta al fratello morente, Vincenzo accoglierà e crescerà Saro come se fosse suo figlio.
Tra Carlo e Saro non si è mai instaurato un buon rapporto: il figlio del barone fa prevalere la sua posizione di padrone, mantiene un atteggiamento sprezzante nei confronti di Saro, lo tratta con astio e freddezza, ritenendolo un intruso ma soprattutto un rivale. La rottura definitiva avviene a causa di una donna, e porta la disputa a livelli insostenibili.
Saro decide quindi di partire per il Sud America in cerca di fortuna. Con tenacia ed intraprendenza riesce a raggiungere il suo scopo: fare soldi in qualsiasi modo. Trascorsi diversi anni, ormai ricco e facoltoso industriale, Saro decide, insieme alla giovane figlia, di ritornare al suo paese per rivivere il suo passato.
Il romanzo si chiude col riscatto dallo stato di degrado di Saro, una vittoria tuttavia agrodolce poiché accompagnata da una presa di coscienza: nessuno è al sicuro dai capricci del fato.
Sullo sfondo Schirinà dipinge il ritmo di vita, gli atteggiamenti, e i comportamenti di contadini, braccianti e pastori. Uno spaccato fedele della Sicilia sud-orientale dell'epoca.

### Antinferno
L'opera viene pubblicata per la prima volta nel 1989. È composta da 24 racconti ispirati a fatti e personaggi reali, un microcosmo di vita paesana con tutti i suoi aspetti: pregiudizi, invidie, disparità sociale. Parla dunque di una vita vissuta ora con distacco e sarcasmo, ora con rabbia e passione. Il tutto è velato da un profondo senso di amarezza esistenziale, il quale viene superato e accettato solo con l'aiuto di una buona dose d'ironia, riuscendo così a sfuggire ad un mondo nel quale «Cristo non cambia nulla».
Il primo racconto, che dà il titolo al volume, si presta ad una lettura interpretativa abbastanza complessa per taglio psicologico di personaggi e vicenda, raffigurando una realtà dove i drammi personali vengono vissuti all'interno delle pareti domestiche, lasciando trasparire all'esterno sorrisi e allegria. Protagonista ed io narrante è zio Michele che, dall'alto della sua smisurata cultura, sta appollaiato alla finestra che sovrasta una piazza dove gli uomini appaiono piccoli come «tante formiche che cercano cibo». Lo zio Michele «giudica» in quanto uomo che possiede un vasto sapere, che discute di letteratura, di psicologia, d'arte, a differenza della gente che viene da lui giudicata. Ciò gli costa ogni rapporto sociale perché, temuto per la sua superiorità culturale, vive in una situazione di emarginato. Egli è un uomo consapevole dei limiti degli altri, convinto che la conoscenza renda liberi. La vera contraddizione risiede nel fatto che è lui stesso a restare prigioniero della libertà che si è creato.

### Nina
Il titolo del romanzo di Giuseppe Schirinà è dato dal nome della protagonista Nina, le cui vicende sono collocate in un arco di anni abbastanza esteso, fra il 1941 e l'ormai avanzato dopoguerra. Rispetto a La Chiusa di Carlo la struttura è completamente diversa. La narrazione, infatti, riceve l'inizio da un personaggio nuovo, l'io narrante.
Nina, una giovane messinese di rara bellezza, viene privata dell'amato dai bombardamenti. Questa vicenda sarà la causa dello scarso trasporto, sia nelle fortune che nelle disgrazie, che la giovane proverà. Ella finirà sempre col piegarsi, assecondandosi alla situazione dettata dal caso, senza troppo angustiarsi per ciò che ha perso e senza farsi troppi scrupoli morali per il fatto di concedersi, dopo non molto, ad altri uomini che dimostrino attenzione esclusivamente per la sua bellezza. Si lascia così sedurre da uno spregevole gerarca messinese, mostrandosi disposta a seguirlo nella fuga da Messina quando egli teme di poter essere perseguito per quanto di male ha commesso durante il fascismo. Con lui condivide, dunque, il disagio del rifugio in una casetta in rovina nelle campagne calabresi, adattandosi a miserie e privazioni, ma soprattutto alla paura e vigliaccheria dell'uomo.
Fedele alla sua decisione più o meno consapevole di lasciarsi trainare dalla dinamicità della vita, Nina si mette in treno dopo aver saputo che il suo uomo era stato arrestato dalla polizia come fascista. Durante il viaggio, prima di giungere a Salerno, un imprenditore di nome Ottavio le rivolge la parola attratto dalla sua bellezza. Ottavio convince Nina a scendere in città e le offre una sistemazione in albergo. Comincia qui il periodo più tempestoso per la ragazza, dovuto alla diversità delle condizioni economiche dei due amanti, agli obblighi frustranti della condizione da mantenuta, agli alti e bassi delle fortune economiche dell'uomo d'affari, all'egoismo e brutalità di fondo di Ottavio, che obbliga Nina ad abortire quando scopre di essere rimasta incinta cercando poi, invano, di farsi perdonare tentando di riconquistarla materialmente con vistosi regali. Nel frattempo moglie e figlia dell'imprenditore, venute a conoscenza dell'affaire, abbandonano Ottavio.
Dopo tali episodi s'insinua la trovata narrativa che dà una svolta alla vicenda: un giovane siciliano, Peppe, dopo molti e vani tentativi di fare fortuna nel continente, si ritrova a Salerno a fare il venditore ambulante di frutta e verdura, professione vista come estrema risorsa per non dover tornare a casa sconfitto e ridotto in miseria. Proprio qui conosce Nina. Egli cerca sin da subito di corteggiarla, sia pur con discrezione. Ottavio, accortosi di ciò, cerca di dissuadere Peppe dall'incontrare ancora Nina e lo fa minacciare da un nano, ma Peppe lo riduce a mal partito. Quindi Ottavio, di fronte alla continua freddezza di Nina nei suoi confronti e al fallimento del suo proposito di intimorire il giovane, capisce che il suo rapporto con la ragazza è finito. È solo dopo molte sofferenze che Nina ritroverà nell'umile fruttivendolo quello che il fato le aveva portato via: essenza e concretezza, che si contrappongono alla sterilità interiore.
Come fa notare il critico Martorana, l'arco della vicenda di Nina sembra alludere alla vicenda di Alatiel nel Decameron: ragazza bellissima, oggetto del desiderio immediato degli uomini che la vedono, disposta ad accettare quello che le porta la vita, dandosi senza troppi problemi senza amore, con lo scopo di trovare uno spiraglio di sicurezza, qualche rifugio dalla solitudine e dalle disgrazie, qualche gioia, pur pagata sempre a caro prezzo.

### Audi Quo Rem Deducam
L'opera, uno scritto diaristico, è stata recuperata dalla figlia dell'autore Grazia Maria Schirinà, curatrice del volume e pubblicata postuma nel 2011. La testimonianza si sviluppa nei mesi dell'estate/autunno del 1943, mesi cruciali nello svolgimento della Seconda Guerra Mondiale. Il corso degli eventi colse Schirinà impreparato mentre si recava colla madre a Bronte, dove la sorella Eloisa, senza il sostegno del marito, era in procinto di partorire. Il conflitto costrinse lo scrittore a rifugiarsi nel paese etneo, da dove seguì e testimoniò con lucidità il flusso di eventi che portò all'Armistizio di Cassibile.
Nella confusione ricorrente tra un allarme e un attacco aereo lo scrittore, ancora ventunenne, riuscì a vivere scorci di storie di quotidiana e ordinaria umanità, ma pur sempre avvolte dagli aloni di terrore propri del dramma della guerra che era in corso. In particolare ebbe la ventura di incontrare un compagno di studi pachinese. Tutto ciò vissuto in un'atmosfera precaria ed effimera, in bilico tra la vita, che pur celebrava i suoi trionfi, come la nascita della nipotina Maria Pia, e la morte tragicamente e realmente sempre in agguato, come per la povera Amalia, l'amica morta durante il bombardamento di Adrano.
Per ben due volte costretto, insieme con i suoi, a sfollare da Bronte, sperimentò la provvisorietà e le ristrettezze tipiche dei momenti più duri che un conflitto armato riserva agli uomini: la fame, la promiscuità, il freddo, il malessere fisico e spirituale. Su queste esperienze tornerà poi negli anni della scrittura, pubblicando tre racconti: Il lasciapassare, La proprietà, Le tre grazie, i cui rispettivi protagonisti condividono la stessa tragicità della guerra, insieme al ricorrente pensiero di momenti incancellabili di sofferenza e, al tempo stesso, la fiducia nella forza della vita.

## Premi e riconoscimenti
L'antologia «I Premiati, Dizionario Critico» riporta i vari premi e titoli assegnati al poeta:
- Coppa Circolo L. Vinci di S. Cataldo
- Coppa poesia e Arte di Catania
- Medaglia d'argento GAN di Napoli
- Coppa città di Pompei
- Medaglia d'oro città di Venezia
- Medaglia e Coppa Adige – Pan di Bolzano
- Trofeo Sorano di Siracusa
- Coppa Trofeo S. Nicola Arcella
- Trofeo Pr. Capodieci

L'antologia Poesie di San Cataldo ci mette a conoscenza del 2º premio "San Cataldo" allo scrittore per la poesia intitolata L'Urtimu Sceccu.
Il poeta-romanziere figura in diverse riviste culturali, tra cui:
- «Avolesi nel mondo», anno V, n. 1, Maggio, 2004;
- «Avolesi nel mondo», anno V, n. 2, Agosto 2004;
- «Avolesi nel mondo», annoV, n. 3, Dicembre 2004;
- «Avolesi nel mondo», anno X, n. 23, Agosto, 2009;
- «Avolesi nel mondo», anno XI, n. 1, Gennaio, 2010;
- «Avolesi nel mondo», anno IX, n. 33, dicembre 1978;
- «Avolesi nel mondo», anno IX, n. 34, Dicembre 1978;
- «Presenza», anno V, numero speciale, Settembre, 1976;
- «Controcampo», anno II, n. 2, Settembre, 1975;
- «Silarus», anno XVI, n. 88, Aprile, 1980;

Schirinà figura nelle seguenti antologie:
- Parente, Massarelli. 1983. Dizionario Critico I Premiati. Campobasso. Edizioni Il Pungolo Verde;
- Martorana, S. 2009. L'opera scritta: saggi di intelletto e amore. Acireale-Roma. Bonanno Editore;

La sua biografia è inserita nel testo Profili di letterati siciliani dei secoli XVIII-XX, per iniziativa del CRES, Centro di Ricerca Economica e Scientifica.
All'autore è stata intitolata una via nella città di Avola il 15 gennaio 2016.